# Rudolf Miculinić
Rudolf Miculinić (Bjelovar, 31. ožujka 1926. – Bjelovar, 27. veljače 2009.) - hrvatski liječnik, primarijus, internist, kardiolog, počasni građanin grada Bjelovara
Rodio se u Bjelovaru 1926. godine. Pohađao je Gimnaziju Bjelovar. Godine 1945. obitelj Miculinić stanovala je u Gradskoj plinari. Rudolfov otac Franjo bio je plinomeštar. Plinara je obustavila rad jer su partizani zapalili prostore na kojima su bile bušotine. Korpus narodne obrane Jugoslavije dovezao je kamionom mnogo dokumenata i svi su ostavljeni u ložionici plinare. Bila je to hrpa arhivskih dokumenata Bjelovara promjera desetak metara i visine oko pet metara. Obitelj Miculinić tajno je čuvala te dokumente sve do uspostave hrvatske države te ih je Rudolf Miculinić predao Gradskom muzeju u Bjelovaru te je jedan od njegovih najvećih donatora.
Diplomirao je na Medicinskom fakultetu u Zagrebu 1956. godine. Specijalizirao je internu medicinu na klinikama u Zagrebu, a subspecijalizirao kardiologiju 1977. Godine 1979. postaje internist kardiolog. Stručno se usavršavao na klinikama u Zagrebu, Zürichu i Londonu.
Bio je dugogodišnji liječnik Medicinskog centra u Bjelovaru. Početak dijabetološke službe u Bjelovaru zabilježen je u travnju 1966. godine osnivanjem Dispanzera za dijabetes. Prvi liječnik u Dispanzeru bio je prim. dr. Rudolf Miculinić. Od 1972. do 1991. godine naizmjenično je vodio Interni odjel s dr. Željkom Šebekom. Radio je i na kardiološkom odjelu od njegova otvaranja 1974. godine. Postao je primarijus 1977. godine. Učinio je prvi transtorakalni ehokardiografski pregled u bjelovarskoj bolnici 1987. godine. Bio je dugogodišnji internist u Domu zdravlja u Garešnici. 
Predavao je u Medicinskoj školi u Bjelovaru. Napisao je brojne znanstvene radove. Među ostalim napisao je rad „Iz starije prošlosti bjelovarske bolnice“ 2003. godine.
Bio je član komisije za imenovanje ulica u Bjelovaru zajedno s prof. Josipom Matotom i franjevcem Svetislavom Krnjakom. Napisao je knjigu: "Bjelovarske ulice: trideset i šest životopisa hrvatskih duhovnih velikana".
Proglašen je Počasnim građaninom grada Bjelovara 2000. godine.